# Діти Івана IV

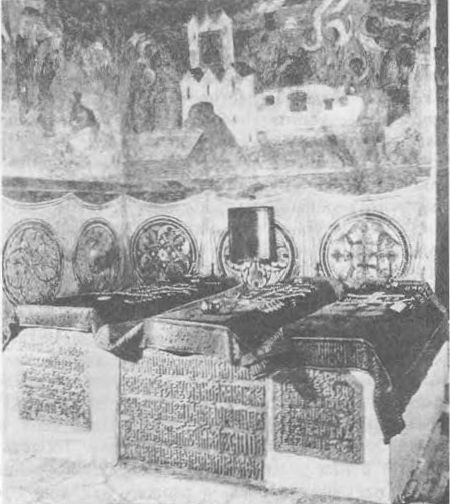
Архангельський собор. Торці надгробків царя Івана IV і його синів царевича Івана Івановича і царя Федора Іоанновича

Діти Івана IV Грозного — перше покоління російських царевичів і царівен. Незважаючи на те, що цар був одружений безліч разів і мав велике потомство, до дорослого віку дожили лише два його сини: майбутній цар Федір Іоаннович і його старший брат Іван (помер у 1581 році, як вважають, смертельно поранений батьком).

## Перший шлюб
Найбільше дітей народила цареві Анастасія Романівна.
- Царівна Анна Іванівна — первісток подружжя - прожила менше року (10 серпня 1549 — 20 липня 1550). В честь її народження був закладений храм Іоакима і Анни. Похована на Новодівичому монастирі.

- Царівна Марія Іванівна (Марія Іванівна) (17 березня 1551 — 8 грудня 1552[1]), друга дочка Івана Грозного Анастасії Романівни, померла в дитинстві[2].

Похована у Вознесенському монастирі в Московському Кремлі. Після руйнування монастиря більшовиками, її останки були перенесені в підземну палату південної прибудови Архангельського собору, де перебувають і зараз.
У 2007 році співробітники Музеїв Московського Кремля (група з вивчення поховань Вознесенського некрополя собору) досліджували і поховання царівни. Незважаючи на погану збереженість кришки гробика, вперше вдалося прочитати епітафію цього поховання.
- Царевич Дмитро Іванович (Старший) (жовтень 1552— 4 (6) червня 1553), перший син і довгоочікуваний спадкоємець, випадково загинув немовлям.

Похований в Архангельському соборі «в ногах» свого діда, Василя III.
- Царевич Іван Іванович (28 березня 1554 — 19 листопада 1581) — перший з дітей царя, який досяг дорослого віку.

Був тричі одружений, але помер бездітним. Похований в Архангельському соборі разом зі своїм батьком і братом Федором у правій частині вівтаря собору, за іконостасом.
|                  |  |
| Народження Івана |  |

Припускають, що з народженням Івана пов'язано виникнення традиції писати в честь народження царської дитини мірні ікони. Оскільки серед найдавніших ікон, написаних до хрещення трьох синів Івана Грозного відсутня ікона його первістка, Дмитра, вчені припустили, що традиція написання мірних ікон бере свій початок саме з моменту народження Івана. 
Збереглися 3 мірні ікони:
- «Святий Іоанн Лествичник»  (1554) — Іван Іванович (царевич)
- «Святий Феодор Стратилат»  (1557) — цар Федір Іоаннович
- «Святий Димитрій Солунський»  (1582) — царевич Дмитро Углицький

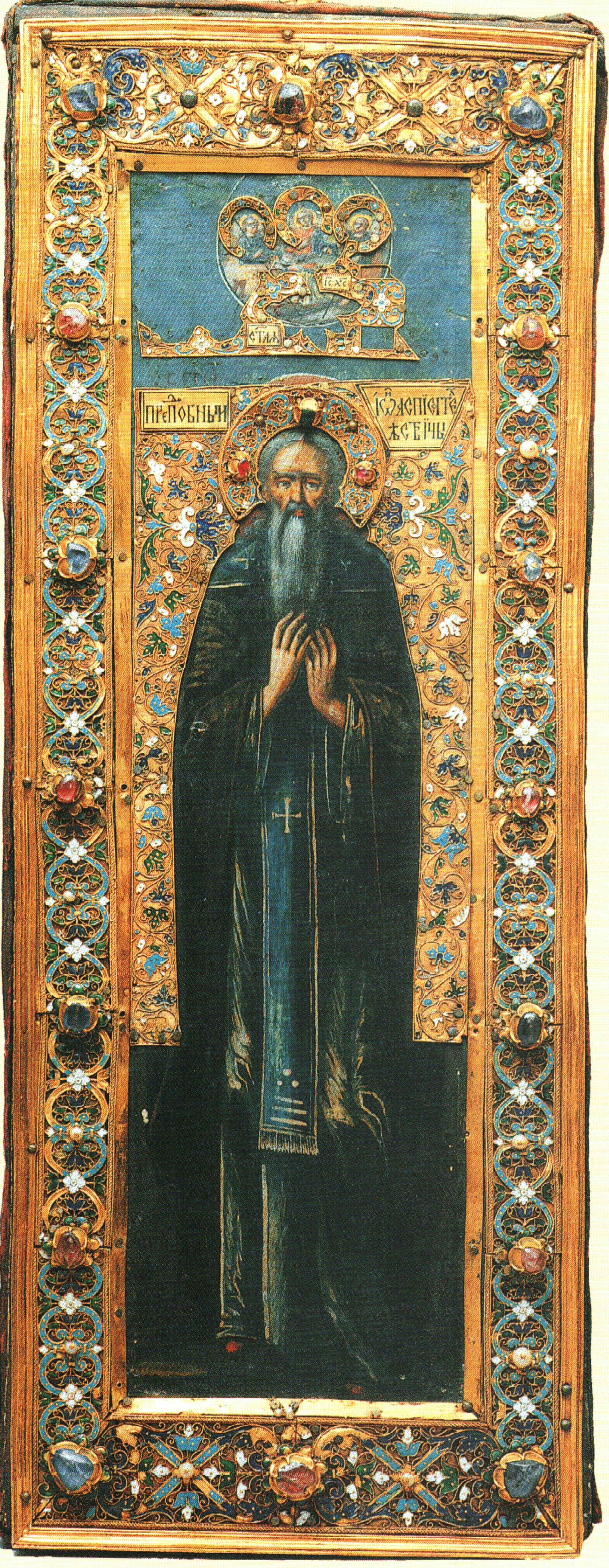
«Іоанн Лествичник»
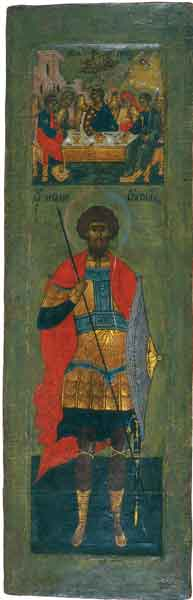
«Феодор Стратилат»
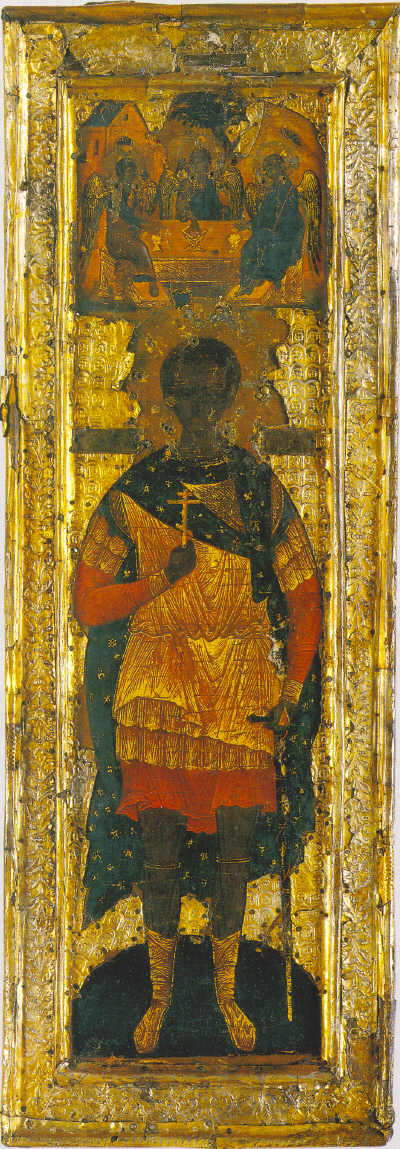
«Димитрій Солунський»

- Царівна Євдокія Іванівна (Євдокія Іванівна) (26[4] лютого 1556 — червень[5] 1558), третя дочка і п'ята дитина Івана Грозного Анастасії Романівни, померла в дитинстві[2].

Лицевий літописний звід про її народження повідомляє: «того ж місяця в 26 день, в середу другого тижня Посту, народилася царя і великого князя Івана Васильовича всієї Русі дочка царівна і велика княжна Євдокія від його цариці і великої княгині Анастасії».
Хрестив її, за одними повідомленнями, Афанасій. Проте в Лицевому літописному зводі записано: «І в той же Піст, в четверту неділю, хрестив її в Чудовому монастирі архистратига Михаїла, а прийняв її від купелі Макарій, митрополит всієї Русі, а влаштував своє священодійство Андрій, Благовіщенський протопоп».
Була похована у Вознесенському монастирі в Московському Кремлі, Її останки знаходяться в підземній палаті південної прибудови Архангельського собору, куди, разом з іншими, були перенесені після руйнування монастиря більшовиками.
Євдокія залишила по собі вкрай малий слід. Не зберігся Чудівський монастир в московському Кремлі мав до неї певне відношення: «з північного боку монастиря над задніми воротами ще при Івані Грозному була побудована надбрамна церква Іоанна Лествичника з приділом мучениці Євдокії на честь народження дочки царя Євдокії. Цей храм неодноразово змінював свою посвяту і в сімдесяті роки XVIII століття був перебудований в дзвіницю».
|                  |                |
| Хрещення Євдокії | Смерть Євдокії |

Крім того, «ймовірно, перед іконостасом Преображенського собору Соловецького монастиря ліворуч від царських врат в особливому кіоті перебувала не збереглася ікона Володимирської Богоматері. Ось її опис 1582 р.: „Пречисті образ Розчулення в кіоті створчатой під окладом, а на затворів стулках на одній Іван Предтеча, а над головою мучениця Євдокія, а на іншій Іван Лествичник, а над головою мучениця Анастасія, обкладений сріблом золочен“.  Всі перераховані святі є патрональными святими царської сім'ї: Іоанн Предтеча — Івана IV, мучениця Анастасія — цариці Анастасії, Іоанн Лествичник — царевича Івана, мучениця Євдокія — царівни Євдокії. Ймовірно, образ є царським внеском. Нескладно встановити, коли це могло статися, — між народженням царівни Євдокії у 1556 р. і народженням царевича Федора Івановича в 1557 р.»
|                   |                 |
| Народження Федора | Хрещення Федора |

- Федір Іванович (11 травня 1557 — 7 січня 1598) — другий з дітей царя, який досяг дорослого віку, пізніше цар[9]. Мав єдину доньку — Феодосію Федорівну.

## Другий шлюб
Друга дружина царя, Марія Темрюківна, була його дружиною 6 років. Відомо лише про одну дитину від цього шлюбу.
- Царевич Василь Іванович (Василь Іоаннович) (березень — 3 травня 1563)[10] — єдина дитина Івана Грозного і Марії Темрюківни і 4-й син царя. Помер у двомісячному (п'ятитижневому віці. Дитина народилася під час війни царя Івана з Литвою.

## Інші жінки

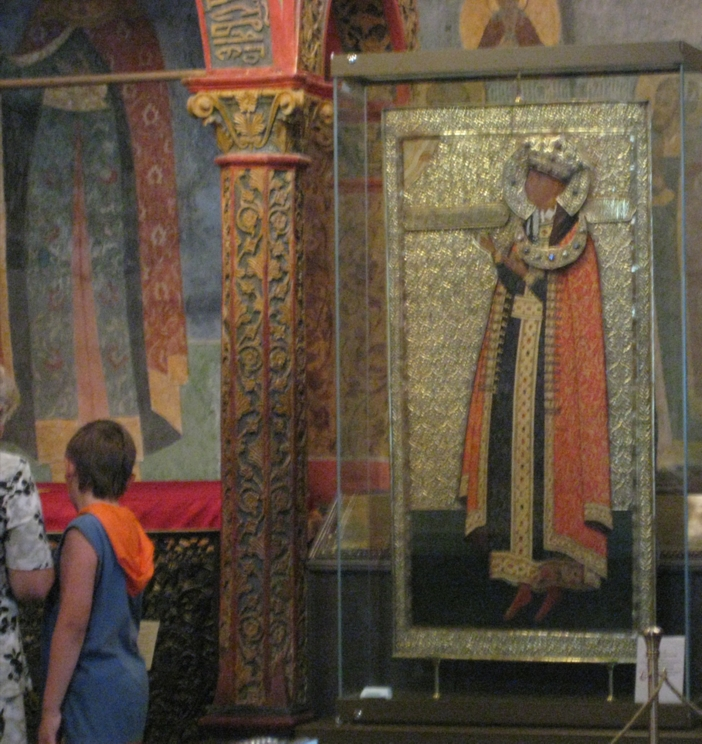
Рака царевича Дмитра в Архангельському соборі і його ікона

Третій і четвертий шлюби царя були бездітними через швидку смерть його дружин. Наступні «дружини» царя з точки зору православної церкви його подружжям не були, а були співмешканками. Про існування дітей від них нічого невідомо, за винятком дитини Марії Нагої.
- Остання дитина царя, царевич Дмитро Іванович (19 жовтня 1582 — 15 травня 1591) помер у віці 8 років, але не за життя свого батька, а вже в правління брата Федора.

Був похований в Угличі, у палацовому храмі на честь Преображення Господнього, що підтверджує ставлення до нього як до незаконнонародженого, а не члена династії. Після проголошення Дмитра святим Василем Шуйським в 1606 році, його останки («нетлінні святі мощі») були перенесені в Архангельський собор Московського Кремля.